# Купино (Белгородская область)

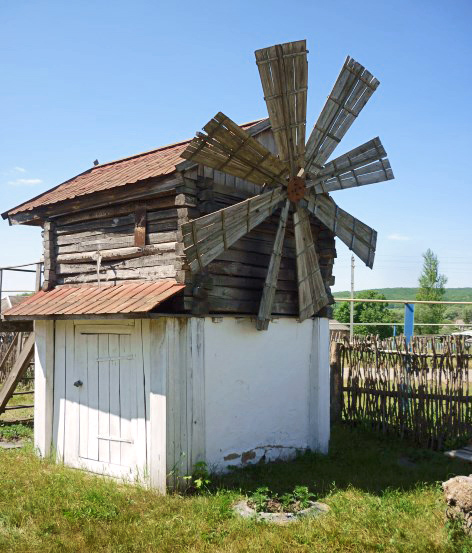
Ветряная мельница. Центр традиционной культуры с. Купино.

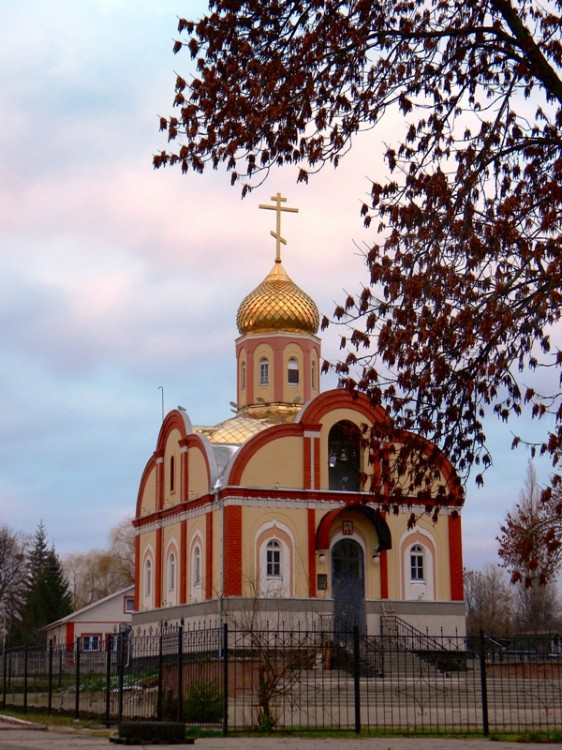
Церковь Николая Чудотворца. 2010

Купино (устаревш. Артельная Поляна, Ртельная) — село в Шебекинском районе Белгородской области России, административный центр Купинского сельского поселения.

## География
Расположено на левом берегу реки Короча. Расстояние до районного центра — 25 км.

## История

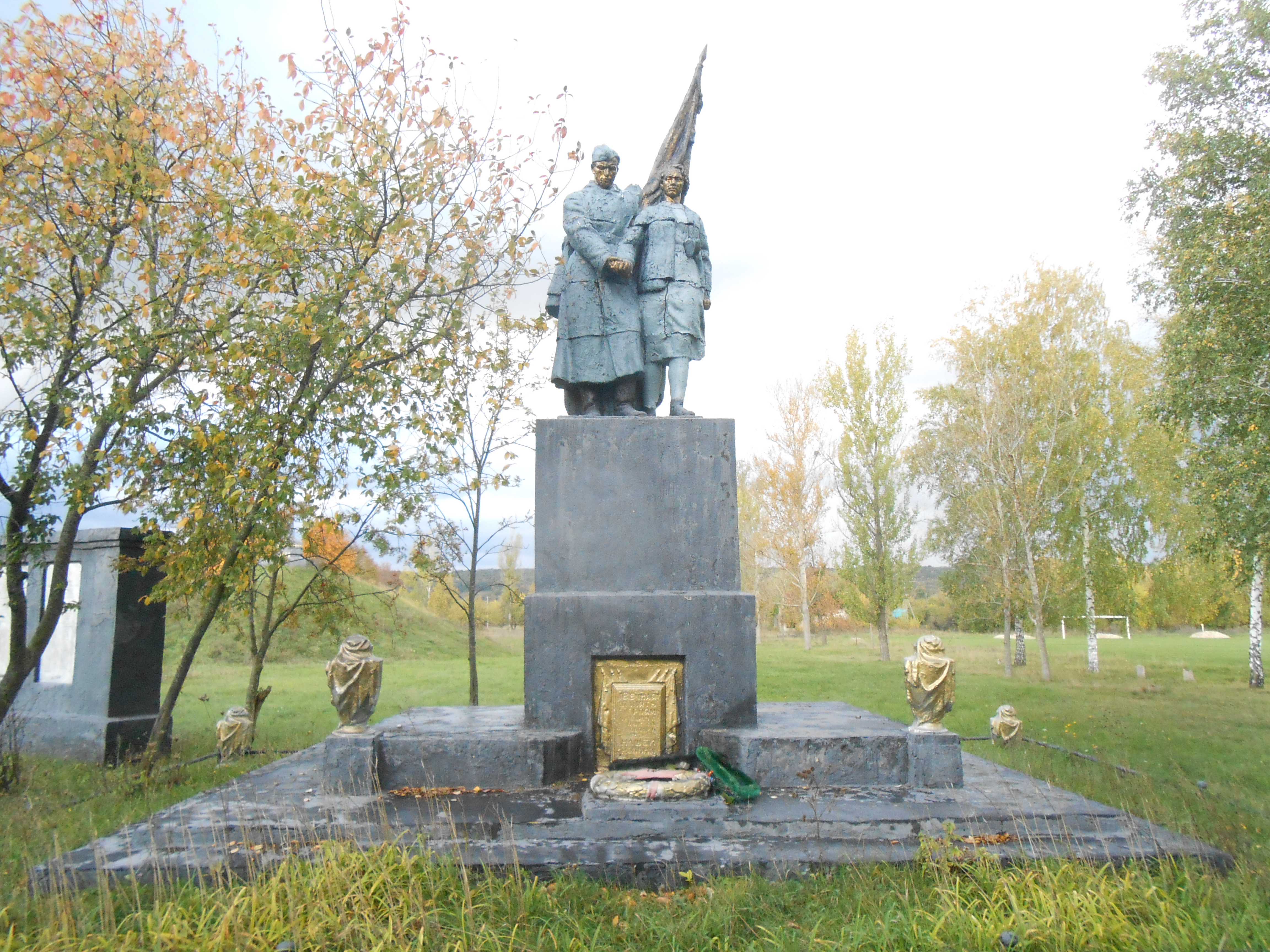
Холм Славы, памятный знак в честь погибших в годы Великой Отечественной войны

### XVII — начало XX века
Первое упоминание о Купино в документах зафиксировано в 1626 году. В том году в писцовых книгах поселение на правом берегу реки Короча зафиксировано как Артельная Поляна. Это было самое крупное село «Короченского стана» Белгородского уезда. Село от набегов крымских татар защищали, с одной стороны дремучий Корочанский лес, а с другой стороны — река. В 1646 году в писцовых книгах эта же деревня упоминается как Ртельная или Купина, где было 34 двора.
После того как Артельную Поляну разрушили татары, оно было заново отстроено уже на левом берегу благодаря Купиным — новым поселенцам. И уже по их фамилии и стало называться обновлённое село.
Купино было известно мастерами по изготовлению гнутых дуг. С XVII века их стали вывозить на продажу на ярмарки в соседние сёла, а затем — в южные губернии России, а также в Сибирь и Москву. В 1797 году Купино стало волостным центром Корочанского уезда. После отмены крепостного права несколько семей из Купино решили переехать в Сибирь в «поисках лучшей доли», где в 1880 основали там новое селение Купино. Сейчас это районный центр Новосибирской области.

## Население
| 2002 | 2010  |
| ---- | ----- |
| 1233 | ↗1296 |

## Музей народного творчества
С 1986 года в Купино существует Музей народного творчества. 12 залов музея посвящены истории, природе, археологии, этнографии нашего края, Великой Отечественной войне, народным ремеслам, старинным детским игрушкам и др.
В 1991 года при музее создан Центр традиционной культуры, где проходит воспитание детей на народных традициях, работают учебные классы и мастерские. В состав Центра включён и музей. Для учащихся проводятся экскурсии и занятия по семейной, календарно-обрядовой культуре, народным ремёслам, проводятся уроки народной культуры — «Русский чай», «Русский квас», «Русские блины»; праздников, обрядов в сопровождении фольклорных коллективов.